# Fülöp (Hungria)
Fülöp é um município da Hungria, situado no condado de Hajdú-Bihar. Tem 55,95 km² de área e sua população em 2015 foi estimada em 1.748 habitantes.